# Bréviaire de Matthias Corvin
Le Bréviaire de Matthias Corvin est un manuscrit enluminé entre 1487 et 1492 pour le roi Matthias de Hongrie. Contenant le texte d'un bréviaire à l'usage de Rome, il a été décoré par Attavante degli Attavanti à Florence, pour faire partie de la Bibliotheca Corviniana. Il est actuellement conservé à la Bibliothèque apostolique vaticane sous la cote Urb.lat.112.

## Historique

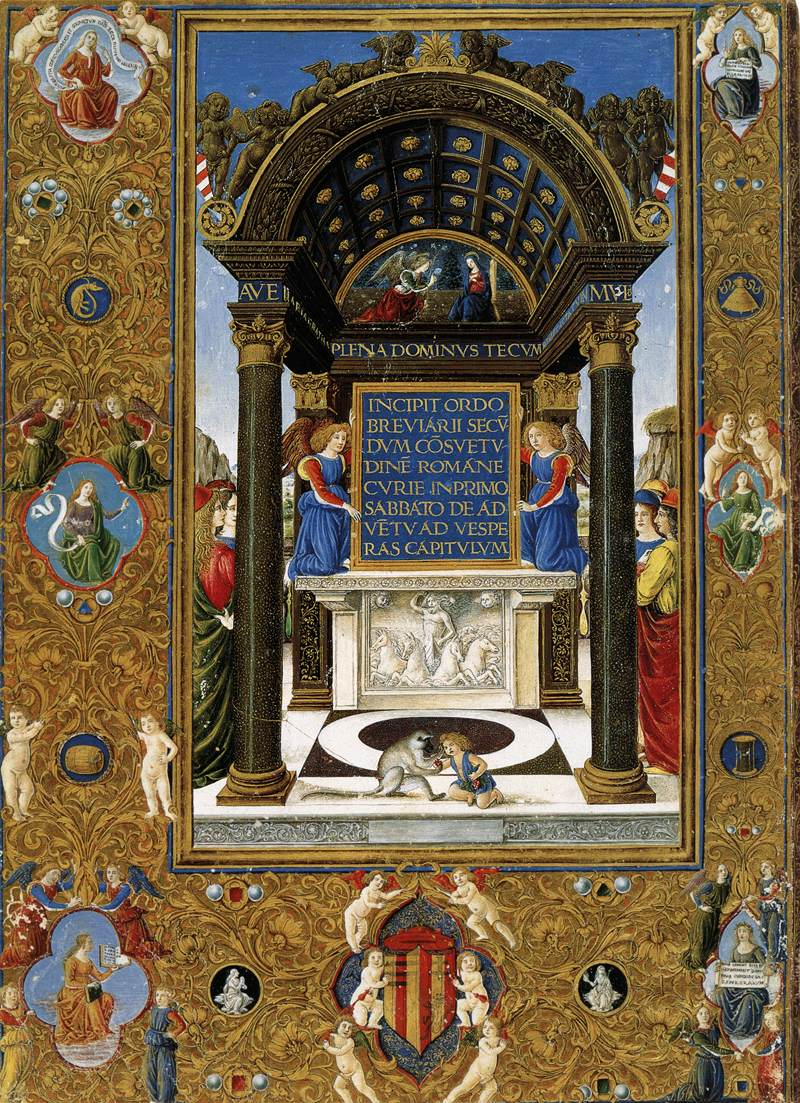
Début du bréviaire, f.7v.

Le manuscrit contient un colophon indiquant Matthias Ier de Hongrie destinataire de cet ouvrage, ainsi que de nombreux symboles et armes du monarque hongrois. Il fait partie des nombreux manuscrits commandés par le roi à des ateliers florentins et destinés à former sa Bibliotheca Corviniana, l'une des plus riches de son temps. Le même colophon indique que la copie du texte est achevée en 1487 mais l'enluminure n'est terminée qu'en 1492, soit deux ans après la mort du roi. Il ne lui ai donc jamais livré et le volume ne quitte même pas Florence. 
Le cardinal Georges d'Amboise, archevêque de Rouen conseillé de Louis XII, prend connaissance de l'existence de cet ouvrage probablement par l'intermédiaire des ambassadeurs de la Seigneurie florentine auprès du roi de France, entre le 31 août 1501 et le 10 juillet 1502, soit les légats Francesco Soderini et Lucantonio degli Albizzi. Soderini, lui-aussi bibliophile et qui devait connaître cet ouvrage, fait savoir aux responsables florentins, par une lettre en date du 28 novembre 1501, le souhait du prélat français d'acquérir le manuscrit. L'objectif pour le Florentin était ainsi d'en faire un cadeau diplomatique. La réponse de la Seigneurie en date du 14 décembre lui apprend qu'il est en possessions de certaines personnes à Rome qui ne souhaitent pas s'en défaire. Le cardinal d'Amboise est probablement revenu à la charge lors de sa venue dans la cité papale en 1503 à l'occasion du conclave de septembre 1503 au cours duquel il tente de se faire élire pape. C'est probablement là qu'il parvient à l'acquérir et qu'il le rapporte en France et plus précisément d'abord Rouen où il est mentionné dès 1503-1504 dans l'inventaire des biens du cardinal, puis dans la bibliothèque de son château de Gaillon où il apparait dans un inventaire de 1508. Il s'y trouve encore en 1550 comme le mentionne un dernier inventaire.
La trace du manuscrit se perd ensuite jusqu'au XVIIe siècle : il est alors signalé en 1632 dans l'inventaire de la bibliothèque des ducs d'Urbino, établi à l'occasion de la mort de François Marie II della Rovere. L'ensemble de cette bibliothèque intègre la bibliothèque apostolique vaticane en 1657. Au début du XXe siècle, la notice d'inventaire du manuscrit fait une identification erronée des armes de Georges d'Amboise. Il faut attendre 1992 pour qu'elle soit corrigée et que le parcours du livre en France soit établi. 

## Description

### Textes
L'ouvrage contient les chapitres suivant :
- le calendrier, f.1-6v.
- le temporel, f.8-277v.
- le psautier, f.278-344v.
- le sanctorial, f.345-553v.
- le commun des saints, l'office de la Vierge et des morts, f.555-597

### Décorations

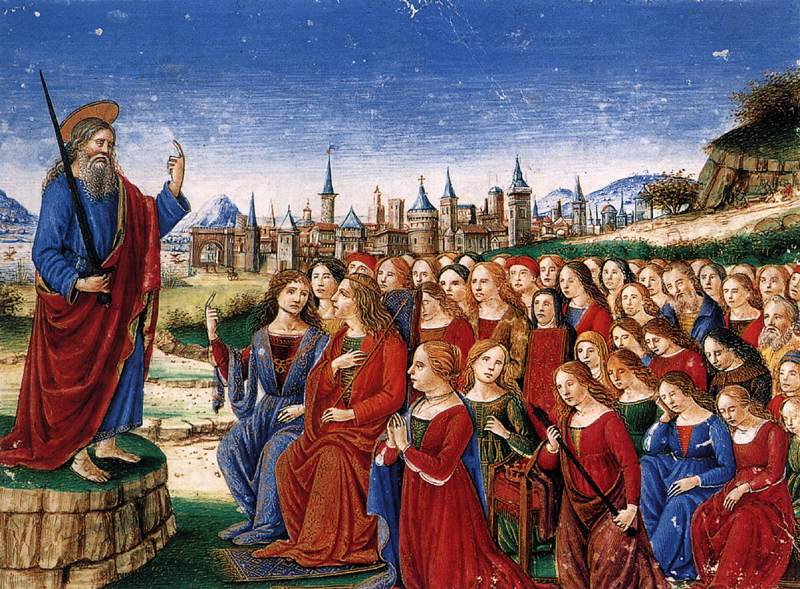
La prédication de saint Paul, f.8r.

Le début des quatre chapitres principaux sont présentés sur une double page particulièrement décorée. Ils contiennent chacun sur la page de gauche, un incipit encadré par une architecture renaissance somptueuse et de médaillons représentant des personnages, tandis que la page de droite contient le début du texte précédé d'une lettre historiée et d'une miniature. Chaque bordure est alors décorée de rinceaux à fond or, rouge, bleu et vert, avec, sur la page de gauche, en partie basse, les armes de Georges d'Amboise (palé d'or et de gueules), repeintes sur celles de Matthias Corvin, tandis que sur la page de droite, les armes de Corvin ont été laissées. 
Le début du temporel, au folio 7 verso, représente le texte sur fond bleu tenu par deux anges sur un autel sous un édicule. Le texte est surmonté d'une représentation de l'Annonciation. Au premier plan, un enfant joue avec un singe, personnification de la devise : « l'art singe la nature ». Les bordures sont ornées de médaillons représentant les Sibylles. Le folio 8r contient une miniature représentant La prédication de saint Paul avec le saint devant une assemblée parmi laquelle se trouvent Agrippa Ier et sa fille Bérénice et une lettrine historiée représentant le même saint. La bordure est ornée de médaillons représentant des prophètes. 
Le début du psautier commence, au folio 278v. par un texte représenté dans un tabernacle, entouré de putti et des évangélistes. Au folio 279r, la miniature représente David en prière, la lettrine Dieu le père bénissant la terre et les médaillons les pères de l'Église dont saints François et Dominique. Le début du sanatorial, au folio 345v., contient de nouveau un tabernacle et un autel entouré de saints, avec, sur le piédestal, l'année d'achèvement de l'enluminure, 1492. Au folio 346r., la miniature représente La Vocation des apôtres et la lettrine le martyre de saint Saturnin. Le début du commun de saint, au folio 555v., commence par un texte placé dans un grand retable sur un autel entouré de saints sous un baldaquin. La miniature du f.556r représente Le triomphe de l'Église, avec la Trinité, la Vierge et saint Jean Baptiste tandis que la lettrine représente saint Paul écrivant.
La décoration de ce manuscrit est attribuée à l'enlumineur florentin Attavante degli Attavanti, qui a réalisé pour le même commanditaire un autre manuscrit, un missel très proche dans ses décorations. Celles-ci sont aussi similaires à un autre manuscrit de l'artiste, un peu plus ancien, le missel de Thomas James. 